# Смерть Айртона Сенны
1 мая 1994 года бразильский гонщик Формулы-1 Айртон Сенна погиб в результате столкновения его Williams FW16 с бетонной стеной в гонке на Гран-при Сан-Марино 1994 года, проходившей на автодроме Энцо и Дино Феррари в Италии.
За день до этого во время субботней квалификации погиб австрийский гонщик Роланд Ратценбергер. Обе смертельные аварии прервали двенадцатилетний отрезок без гибели пилотов во время проведения этапов чемпионата мира Формулы-1, после трагедий с Жилем Вильнёвым и Риккардо Палетти в 1982 году.
Смерть трёхкратного чемпиона Айртона Сенны стала поворотным моментом в безопасности Формулы-1, побудившем внедрение новых мер безопасности, благодаря которым на гоночных трассах никто не погибал в течение 20 лет до трагической аварии Жюля Бьянки на Сузуке во время Гран-при Японии 2014 года. Верховный суд Италии постановил, что причиной аварии, повлёкшей смерть Айртона Сенны, стала механическая неисправность.

## Предыстория
В конце 1993 года Сенна покинул команду McLaren, с которой c 1988 года провёл 6 сезонов и выиграл 3 чемпионата мира среди пилотов в 1988, 1990 и 1991 годах. В сезоне 1994 года Сенна присоединился к Williams, заменив своего бывшего напарника по команде Алена Проста. Напарником Сенны в Williams стал британец Деймон Хилл, который второй год выступал за эту команду. Ожидалось, что в сезоне 1994 года Williams будет бороться за победу в чемпионате мира Формулы-1, как в предыдущие два сезона с Простом и Мэнселлом, даже несмотря на то, что в новом сезоне под запрет попали электронные вспомогательные системы.
Дебютируя за свою новую команду во время традиционных предсезонных тестов в Эшториле, Сенна так высказался о машине Williams FW16:
У меня очень негативное отношение к пилотированию этой машины, езде на пределе возможностей и так далее. Поэтому у меня не было ни одной попытки или одного круга, на которых я чувствовал бы себя комфортно или достаточно уверенно. Мне неудобно в машине. Все это кажется неправильным. Мы поменяли сиденье и руль, но даже при этом я уже просил больше места. Возвращаясь к тому времени, когда мы участвовали в гонках в Эшториле в сентябре прошлого года, мне кажется, что это [стало] гораздо сложнее. Отчасти это связано с отсутствием электронных изменений. Кроме того, у автомобиля есть свои особенности, в которых я пока не до конца уверен. Это делает тебя намного более напряжённым, и это давит на тебя.Айртон Сенна, Autosport, 24 января 1994
Проблемы продолжились с началом сезона. У Сенны был худший старт сезона за всю его историю выступлений в Формуле-1: он не смог финишировать или набрать очки в первых двух гонках на Гран-при Бразилии и Гран-при Тихого Океана, несмотря на то, что в обоих Гран-при завоевал поул. Молодой немецкий гонщик Михаэль Шумахер из Benetton был лидером чемпионата к третьей гонке, опережая Сенну на 20 очков в личном зачёте.

## Гран-при Сан-Марино
В пятницу 29 апреля во время первой свободной тренировки Сенна преодолел 22 круга, установив лучшее время круга в 1 минуту 21,598 секунды, что более чем на секунду быстрее, чем у его напарника по команде Деймона Хилла.
На четырнадцатой минуте первой квалификации Сенна проехал быстрый круг и спустя несколько мгновений во время его возвращения в боксы на трассе произошла страшная авария. Молодой соотечественник и протеже Сенны Рубенс Баррикелло, выступавший за ирландскую команду Jordan, задел бордюр в шикане Variante Bassa, его машина на скорости 225 км/ч взмыла в воздух и, пролетев несколько метров, задела барьер из покрышек, после чего перевернулась и замерла. Столкновение выглядело ужасно, напоминая аварию Герхарда Бергера пятью годами ранее.
Есть противоречивые сообщения о немедленной реакции Сенны на аварию Баррикелло. Сам Сенна не видел момент аварии, но отправил своего личного помощника Бетисе Ассумпкао в боксы Jordan, чтобы узнать подробности. Айртон направился в медицинский центр, однако обнаружив входную дверь запертой, перелез через забор. После столкновения язык Баррикелло заблокировал его дыхательные пути и экстренная медицинская помощь, оказанная врачом FIA Сидом Уоткинсом, спасла ему жизнь. Баррикелло, пришедший в сознание через несколько минут после аварии, обнаружил, что на него смотрит Сенна:

Первое лицо, которое я увидел, было лицом Айртона. В его глазах стояли слёзы. Я никогда раньше не замечал такого за Айртоном. У меня сложилось впечатление, что он чувствовал себя так, как будто моя авария была похожа на его собственную.
Оригинальный текст (англ.)The first face I saw was Ayrton's. He had tears in his eyes. I had never seen that with Ayrton before. I just had the impression he felt as if my accident was like one of his own.

Убедившись, что Баррикелло жив, Сенна вернулся в машину и продолжил гоночную сессию. В 13:40 по местному времени квалификационная сессия возобновилась. Сенна улучшил своё время, ставшее лучшим временем всего уик-энда, он проехал круг за 1 минуту и 21,548 секунду.
Завершив первую квалификационную сессию, Сенна отправился в моторхоум Williams, чтобы принять участие в заранее запланированном интервью для прессы. Сенна не был доволен своей машиной. Попросив присутствовавших журналистов подождать «из-за большой инженерной проблемы», гонщик занялся проверкой проблем с машиной со своим гоночным инженером Дэвидом Брауном, с которым у него состаялась долгая и оживлённая дискуссия. Марк Фогарти из журнала Carweek был одним из присутствовавших на встрече с Сенной журналистов. Он вспоминал: «Тогда меня поразило, сколько усилий ему пришлось приложить, чтобы сосредоточиться на наших вопросах. Если Сенна соглашался дать интервью, он всегда уделял ему всё своё внимание. Иногда он даже так долго отвечал на вопрос, что вы задавались вопросом, слышал ли он его, но он просто думал о последствиях. На этот раз он попросту не был сосредоточен. Его ответы были сбивчивыми, и выглядел он остекленевшим, как будто был морально истощён».
Спустя 20 минут Сенна снова ушёл работать с Брауном. Журналисты ждали час, но когда Сенна вернулся, то отложил оставшуюся часть интервью до завтрашней квалификации. Он сказал журналистам, что слишком устал и уже слишком поздно. Покинув трассу в 8 вечера, Сенна пообедал в Trattoria Romagnola, небольшом ресторане в Кастель-Сан-Пьетро, обычное меню которого состояло из закусок, пармской ветчины, тальятелле с простым томатным соусом и фруктов. Сенна не пил ни кофе, ни алкоголь, а предпочитал слегка тёплую газированную минеральную воду. Он вернулся в свою комнату в отеле в Кастель-Сан-Пьетро только после 11 вечера. Как сообщается, из отеля Айртон позвонил своей девушке Адриане Галистеу и заплакал, рассказывая ей об аварии Баррикелло.